# Jeřáb bradavičnatý
Jeřáb bradavičnatý nebo také jeřáb laločnatý (Grus carunculata) je druh ptáka z řádu krátkokřídlí. Je vůbec nejvyšším z šesti afrických druhů jeřábů.
Žije ve vlhkých oblastech subsaharské Afriky (např. Etiopie, Kongo, Zambie, Tanzanie, Botswana, Mosambik), v mokřadech poblíž vodních toků a dalších vodních ploch. Jedná se o druh ze všech jeřábů nejcitlivější na změny prostředí. Jeho teritorium zaujímá přes jeden čtvrteční kilometr.
Základní charakteristikou, díky níž je rozpoznatelný od ostatních druhů jeřábů, je lalok. Mají ho jak samci, tak také samice. Při ohrožení se laloky zmenšují, naopak při agresivním naladění se laloky protahují. Rozpoznatelný je také podle tmavé horní části hlavy, na níž navazují bílá dolní část a stejně barevný krk. Spodní část těla je černá.
Živí se vodními rostlinami (hlízami a oddenky) a bezobratlými živočichy.
Vydává typické hlasité troubení, slyšitelné na dlouhou vzdálenost. K tomu uzpůsobená průdušnice je dlouhá a stočená v dutém hřebeni prsní kosti.
Délka těla dosahuje 175 cm, rozpětí křídel se pohybuje mezi 230 a 260 cm. Váží 6,4 až 8,5 kg.
Hnízdí v párech. Hnízdo si buduje ve vegetaci v rámci vody. Samice nejčastěji snáší jedno vejce, zřídkakdy pak vejce dvě. Doba inkubace se pohybuje mezi 33 a 36 dny (příp. až ke 40 dnům), což je mezi africkými druhy jeřábů nejdelší doba. Létat se mláďata naučí mezi 90. a 150. dnem života. Pohlavně dospívá ve třech až čtyřech letech. Dožívá se dvaceti až čtyřiceti let.
Ohrožení je mnohostranné. Vychází zejména z ničení mokřadních ploch, pro tento druh nepostradatelných, což je spojeno např. s výstavbou elektráren, pastvou dobytka či s velkoplošnými postřiky proti bodalkám tse-tse. Ohrožuje ho i nezákonný sběr vajec. Stavy ve volné přírodě se odhadují na posledních osm tisíc párů.

## Chov v zoo
Tento druh jeřába patří k vzácně chovaným taxonům. V rámci celé Evropy jej v létě 2019 chovalo jen 15 zoo, z toho tři v Česku:
- Zoo Dvůr Králové
- Zoo Praha
- Zoo Zlín

Na Slovensku je chován v Zoo Bojnice.

### Chov v Zoo Praha
Chov jeřábů laločnatých je zaznamenán již v 70. letech 20. století. Jednalo se ovšem jen o krátkodobou záležitost. Soustavný chov započal až v roce 2010, a to v rámci expozice Ptačí mokřady (dolní část zoo), v níž mohou tento druh pozorovat i návštěvníci. Ke konci roku 2018 byl chován jeden pár.